# Les Eucalyptus
Les Eucalyptus (em árabe: الكليتوس) é uma comuna localizada na província de Argel, no norte da Argélia. Sua população era de 116 107 habitantes, em 2008.